# 明里つむぎ
明里 つむぎ（あかり つむぎ、1998年3月31日 - ）は、日本のAV女優。神奈川県出身。C-more エンターテイメント所属。

## 略歴
2017年1月にイメージDVDでデビューし、3月にアイデアポケットの専属女優としてAVデビュー。

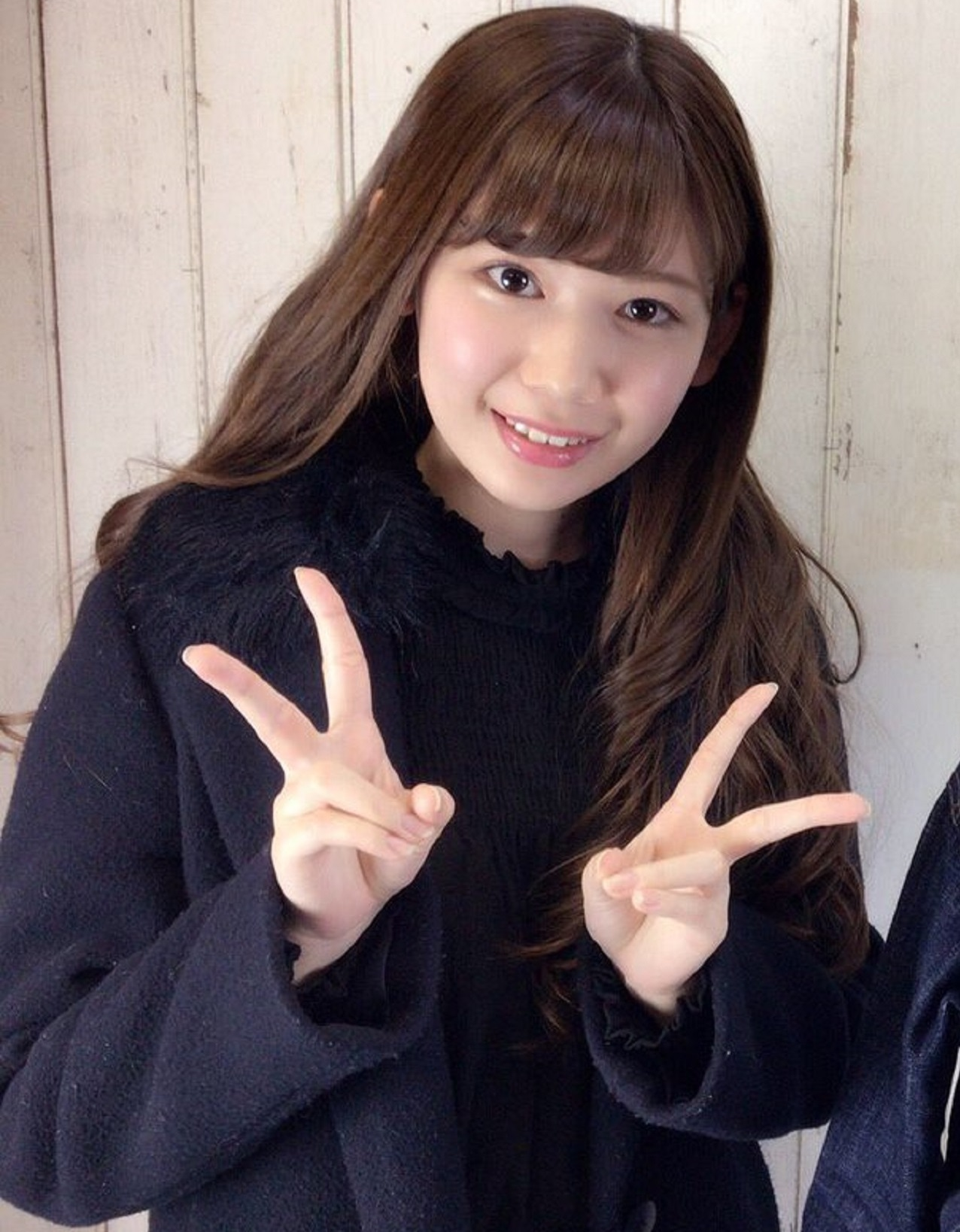
2017年撮影

2018年5月、DMM R-18 アダルトアワード2018でスペシャルプレゼンター・武井壮賞を受賞。
2018年10月よりアタッカーズへ移籍。
2019年5月13日発売 『中年好きな小悪魔制服美少女が声の出せない状況でしたり顔でこっそりチ○ポを痴女ってくる』より、アイデアポケット専属へ復帰し、アタッカーズとのW専属となる。
2020年7月、第4期イベルトガールに深田えいみ、高橋しょう子とともに就任。同年12月、「FLASH 2020年現役最強セクシー女優BEST100」読者投票・SNS部門第3位選出（総合第21位）。
2021年8月発表「読者300人が選んだFLASH 2021セクシー女優ランキング」読者投票31位。

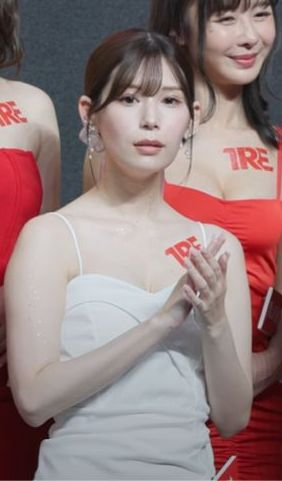
TRE 台北國際成人展（2023年撮影）

2024年1月度FANZA通販フロア月間AV女優ランキングでは8位を記録。
2021年11月5日より開催のキャンペーン企画『We are IdeaPocket! アイポケキャンペーン』のキャンペーンガールに桃乃木かな、相沢みなみ、楓カレン、天海つばさ、希島あいり、西宮ゆめ、桜空もも、岬ななみ、加美杏奈、梓ヒカリ、二葉エマ、藤井いよな、白峰ミウ、神菜美まいと共に就任。
2023年2月24日より開催のキャンペーン企画『アイポケキャンペーン2023』のキャンペーンガールに桃乃木かな、相沢みなみ、桜空もも、天海つばさ、希島あいり、西宮ゆめ、加美杏奈、二葉エマ、梓ヒカリ、古川ほのか、八蜜凛、庵ひめかと共に選出された。
2024年4月発売『アサヒ芸能』発表「2024現役AV女優セクシー総選挙」において総合48位（東京圏外、大阪36位）となる。
2024年5月14日から6月21日まで開催のキャンペーン企画『アイポケキャンペーン2024』のキャンペーンガールに桃乃木かな、桜空もも、楓カレン、希島あいり、西宮ゆめ、古川ほのか、梓ヒカリ、長浜みつり、さくらわかなと共に選出された。
2025年3月3日週FANZA通販フロアランキングにて、イメージビデオ『Tsumugi7 Swinging daydream・明里つむぎ ブルーレイエディション』（REbecca）が初登場10位ランクイン。同年5月よりアイデアポケットとPREMIUMの2社専属となる。また5月16日より開催のキャンペーン企画『アイポケキャンペーン2025』のキャンペーンガールに長浜みつり、桃乃木かな、桜空もも、古川ほのかと共に選出された。

## 人物
趣味はネットサーフィン、アイドル研究。AKB48ファンを自認し、中でも小嶋陽菜ファンである。このほかタピオカが好き過ぎて40店舗以上を回り、チェックリストを作ったり、K-POPが好きすぎて、10年聴き続け韓国語が少し理解できるようになるなど、好きなものに関してストイックに追いかける気質がある。
初体験は17歳の時で、相手は22歳のアルバイトの人。デビューまでの経験人数は3人。
W専属となって以降はアイポケ作品では痴女、アタッカーズ作品ではヤラれる人と概ね役割を分けており、両極端な役柄を演じ分ける芝居力の評価が高い。
芸人・シャバダバふじは「驚くほどの後ろ向きキャラ」で「最高に面白い」とイベントなどでの独特のキャラクターを評価している。ライター・久留米あぽろは物静かでミステリアス、ポーカーフェイスと印象を記述している。

## 作品

### アダルトDVD / BD
| 発売日  | タイトル                                                                                              | 規格品番 | 規格品番 | メーカー         | 備考       |
| 発売日  | タイトル                                                                                              | DVD      | BD       | メーカー         | 備考       |
| ------- | --- | -------- | -------- | ---------------- | ---------- |
| 3月19日 | 新人 FIRST IMPRESSION 113 奇跡                                                                        | IPZ-914  | 9IPZ-914 | アイデアポケット | デビュー作 |
| 5月1日  | 解放 奇跡の美少女の恥ずイキ絶頂4本番! + 魂の極濃初顔射フェラチオ!                                     | IPZ-933  |          | アイデアポケット |            |
| 5月25日 | 学校でしようよ!                                                                                       | IPZ-949  |          | アイデアポケット |            |
| 7月1日  | 絶頂覚醒! 開発された美少女の性感帯! 明里つむぎの眠れる性欲を無理矢理叩き起こす!                       | IPZ-967  |          | アイデアポケット |            |
| 8月1日  | ボクのことを大好き過ぎるつむぎとイチャつきまくり ハメハメしまくり甘い同居性活                         | IPZ-985  |          | アイデアポケット |            |
| 9月13日 | 奇跡の美少女と交わす ヨダレだらだらツバだくだく濃厚な接吻とセックス                                   | IPX-004  |          | アイデアポケット |            |
| 10月7日 | めちゃカワ敏感おしっこメイド つむぎはドジでおもらしなダメなメイドなんです。                           | IPX-021  |          | アイデアポケット |            |
| 11月1日 | 初めての8風俗SPECIAL 4本番+ピンサロ＋ビデオBOX+出張即尺フェラ+M性感 明里つむぎ嬢 本指名240分          | IPX-037  |          | アイデアポケット |            |
| 12月1日 | 大量ぶっかけ解禁! 魂の顔面シャワー!! 溜めて寝かせて熟成させた極濃ザーメンを奇跡の美顔に バズーカ射精! | IPX-053  |          | アイデアポケット |            |

| 発売日  | タイトル | 規格品番 | 規格品番  | メーカー         | 備考       |
| 発売日  | タイトル | DVD      | BD        | メーカー         | 備考       |
| ------- | --- | -------- | --------- | ---------------- | ---------- |
| 1月1日  | 童貞の兄のチ○ポを勝手に勃起させ したり顔でもてあそぶ小悪魔妹                                                        | IPX-071  |           | アイデアポケット |            |
| 1月1日  | AKARI TSUMUGI 1stBEST 結晶                                                                                          | IDBD-765 | 9IDBD-765 | アイデアポケット | 単体ベスト |
| 2月7日  | 狙われた女子大生 共謀痴漢バス                                                                                       | IPX-087  |           | アイデアポケット |            |
| 3月7日  | パパ活! スケベな変態中年おじさんと密会性交を交わす 美少女の実態 おじさん(パパ)が撮影したハメ撮り・盗撮映像をAV発売! | IPX-101  |           | アイデアポケット |            |
| 3月24日 | 会いに行こう! かけに行こう! ハメに行こう! 1年間のありがとうの気持ちをオマ○コで! 明里つむぎファン大感謝祭!           | IPX-113  |           | アイデアポケット |            |
| 4月19日 | おじさん大好き痴女美少女が 中年チ○ポを射精へ誘う 焦らし寸止め舐めまくり性交                                         | IPX-128  |           | アイデアポケット |            |
| 5月19日 | アドレナリン全開!! 汗汁だくだく唾液ぐちょだら噴き荒ぶ 体液全漏らし絶頂陶酔性交                                      | IPX-142  |           | アイデアポケット |            |
| 7月19日 | 中年好きな文学美少女に身動きできない状態で じっくりねっとり痴女られる。                                             | IPX-175  |           | アイデアポケット |            |
| 8月19日 | スキャンダル ナンパお持ち帰りされた『明里つむぎ』 ガチ盗撮映像そのままAV発売!                                       | IPX-191  |           | アイデアポケット |            |
| 9月13日 | 立て続けに射精しちゃう程痛気持ちぃぃ 痴女美少女の顔射された状態お掃除フェラチオ!                                    | IPX-204  |           | アイデアポケット |            |
| 10月7日 | 女教師玩具化計画 | ATID-318 |           | アタッカーズ     |            |
| 11月7日 | あなた、許して…。 淋しさを言い訳に                                                                                  | ADN-188  |           | アタッカーズ     |            |
| 12月7日 | 脱獄者 | SHKD-821 |           | アタッカーズ     |            |

| 発売日   | タイトル | 規格品番 | 規格品番  | メーカー         | 備考       |
| 発売日   | タイトル | DVD      | BD        | メーカー         | 備考       |
| -------- | --- | -------- | --------- | ---------------- | ---------- |
| 1月7日   | 凌辱研修 2 女子大生調教インターンシップ                                                                                 | RBD-917  |           | アタッカーズ     |            |
| 1月13日  | つむコレ!! 明里つむぎの売れに売れまくった作品を むぎゅ～っと詰め込んだ8時間ベスト! その2                                | IDBD-794 |           | アイデアポケット | 単体ベスト |
| 2月7日   | 葬られた真実 キャリア捜査官 神宮寺翔子                                                                                  | SHKD-836 |           | アタッカーズ     |            |
| 4月7日   | 背徳の契り 義父と新妻                                                                                                   | ADN-210  |           | アタッカーズ     |            |
| 5月7日   | 狂宴輪姦 狙われた新人アナウンサー                                                                                       | SHKD-856 |           | アタッカーズ     |            |
| 5月13日  | 中年好きな小悪魔制服美少女が声の出せない状況で したり顔でこっそりチ○ポを痴女ってくる                                    | IPX-316  |           | アイデアポケット |            |
| 6月7日   | 恥辱の姦計 僕だけの家庭教師                                                                                             | SHKD-857 |           | アタッカーズ     |            |
| 6月13日  | 解禁生ハメ初中出し | IPX-328  |           | アイデアポケット |            |
| 7月7日   | 院内凌辱 新人看護師・愛子の柔肌                                                                                         | RBD-931  |           | アタッカーズ     |            |
| 7月13日  | 中出しOK淫語と汗蒸しパンチラで 女上司に誘惑されっぱなしのボク                                                           | IPX-344  |           | アイデアポケット |            |
| 8月7日   | 彼女不在の数日間、 狂ったように彼女の姉を犯し続けた生々しい記録映像。                                                   | SHKD-869 |           | アタッカーズ     |            |
| 8月13日  | 女子大生おもらし孕ませ痴漢電車 オシッコを限界まで我慢させ生チ○ポ挿入! 快感に耐え切れず恥じらいのガクガク失禁公然アクメ! | IPX-360  |           | アイデアポケット |            |
| 9月7日   | 生贄女教師 教え子を守る為、身代わりに輪姦されて…。                                                                      | ATID-368 |           | アタッカーズ     |            |
| 9月13日  | 新任女教師中出し籠城輪姦 羽交い締め! 抑えつけ! 暴徒と化した生徒達の人力固定レ×プリレー!                                 | IPX-374  |           | アイデアポケット |            |
| 10月7日  | 義弟に寝取られた二泊三日の温泉旅行 温泉に閉じ込められて                                                                 | SSPD-147 | 9SSPD-147 | アタッカーズ     |            |
| 10月7日  | 明里つむぎ8時間 ATTACKERS THE BEST                                                                                      | ATKD-290 |           | アタッカーズ     | 単体ベスト |
| 10月13日 | 出張先相部屋NTR 絶倫の上司に一晩中何度も中出しされた新人女子社員                                                        | IPX-389  | 9IPX-389  | アイデアポケット |            |
| 11月7日  | 舐め犯し 義父の欲望 4                                                                                                   | ATID-379 |           | アタッカーズ     |            |
| 11月13日 | ささやき子作り淫語で中出し誘惑してくる美人お姉さん                                                                      | IPX-404  |           | アイデアポケット |            |
| 12月7日  | レイプに散った純潔 息子の彼女を犯して                                                                                   | SHKD-883 |           | アタッカーズ     |            |
| 12月13日 | 病弱で寝たきりのボクの彼女が地元の巨漢先輩に 力ずくで寝取られ、しかもイカされまくった事実 馬乗り圧迫プレス中出しNTR     | IPX-419  |           | アイデアポケット |            |

| 発売日   | タイトル | 規格品番 | 規格品番 | メーカー         | 備考       |
| 発売日   | タイトル | DVD      | BD       | メーカー         | 備考       |
| -------- | --- | -------- | -------- | ---------------- | ---------- |
| 1月7日   | DQN先輩の種付けプレスで僕の彼女が寝取られた。 | ATID-394 |          | アタッカーズ     |            |
| 1月13日  | 射精しても射精してもチ○ポを抜いてくれない 絶倫お姉さんの追撃中出し騎乗位ピストン                                                                            | IPX-430  |          | アイデアポケット |            |
| 2月7日   | 人妻交換 淫らな夫婦性活 | ATID-399 |          | アタッカーズ     |            |
| 2月13日  | 1ヶ月間禁欲させ親友のいない数日間に親友の彼氏と 朝から晩まで気が狂うくらいセックスしまくった 果てるまでヤリまくる計10性交!                                  | IPX-443  |          | アイデアポケット |            |
| 3月7日   | 幼い頃から成長を見守ってきた美少女を 中年オヤジがネットリ犯す数日間の記録。                                                                                 | RBD-960  |          | アタッカーズ     |            |
| 3月13日  | 僕の恋人が家で待ってるのに、終電を逃がし 可愛いすぎる同僚女子社員の家に泊まる流れに… ノーパンノーブラ 部屋着に興奮した絶倫のボクは 一晩中ヤりまくった。。。 | IPX-457  |          | アイデアポケット |            |
| 3月13日  | 明里つむぎ3rdBEST 軌跡 デビュー3周年記念! 豪華6タイトル8時間!                                                                                               | IDBD-817 |          | アイデアポケット | 単体ベスト |
| 4月7日   | 卒業式を終えた数日後に… 好きだった先生との不純な密会記録。                                                                                                  | ADN-243  |          | アタッカーズ     |            |
| 4月13日  | 軽蔑 お姉ちゃん、大嫌いな弟にパンチラ見せてよ。 | IPX-473  |          | アイデアポケット |            |
| 5月7日   | 暴風雨で帰宅難民になった私は 大嫌いな上司とオフィスで朝まで二人きり…。                                                                                      | ATID-421 |          | アタッカーズ     |            |
| 5月13日  | 「アナタたちの乳首犯してあげる」 オス乳首をこねくり舐めまわし開発させちゃう新任痴女教師                                                                     | IPX-489  |          | アイデアポケット |            |
| 6月7日   | 兄貴と倦怠期の義姉さんと危機的状況で二人っきりに なってしまい、越えてはならない一線を越えてしまった。                                                       | ADN-251  |          | アタッカーズ     |            |
| 6月13日  | 温泉相部屋逆NTR 会社では地味で大人しい部下の女子社員が豹変! ザーメン枯れ果てるまで痴女られ続けた私。                                                        | IPX-507  |          | アイデアポケット |            |
| 7月7日   | 醜い中年オヤジと望まない結婚をさせられ、 子作りの為に毎日中出しされています。                                                                               | ATID-431 |          | アタッカーズ     |            |
| 7月13日  | ザーメン爆発寸前の囚人ち○ぽを種搾るド痴女看守 ドS男を煽り淫語でそそのかす!!                                                                                 | IPX-518  |          | アイデアポケット |            |
| 8月7日   | 人妻になった幼馴染と中出しセックスに明け暮れた数日間。 | ADN-256  |          | アタッカーズ     |            |
| 8月13日  | 予約1年待ち! 美脚スレンダー美女が精巣空っぽになるまで ヌイてくれる超高級メンズエステ                                                                        | IPX-530  |          | アイデアポケット |            |
| 9月7日   | テレワーク不倫 同僚に寝取られた若妻 | ADN-262  |          | アタッカーズ     |            |
| 9月13日  | 尻辱オフィス 私、尻マニアの変態上司に毎日セクハラ残業させられてます。                                                                                       | IPX-540  |          | アイデアポケット |            |
| 10月7日  | 隣の大学生との爛れた関係に溺れる欲求不満な未亡人 | ADN-267  |          | アタッカーズ     |            |
| 10月13日 | 死んでほしいクズ義父に何度もイカされる屈辱レ×プ | IPX-555  |          | アイデアポケット |            |
| 11月13日 | 『てめぇ、ムカツクんだよ!』形勢逆転! 即尺デリヘル呼んだら、会社のいじわるな女上司だった。 逆襲! ストレス発散ピストン!!『喰らわせてヤル!!』                  | IPX-569  |          | アイデアポケット |            |
| 12月7日  | 義姉になった幼馴染の無防備なカラダに耐え切れず 一線を超えてしまった。                                                                                       | ADN-277  |          | アタッカーズ     |            |
| 12月13日 | マラ好き手コキ痴女ナース 囁き淫語と緩急手コキで深い射精に導いてくれる極上手マ○コ痴療                                                                        | IPX-586  |          | アイデアポケット |            |

| 発売日   | タイトル | 規格品番 | 規格品番 | メーカー         | 備考                                                    |
| 発売日   | タイトル | DVD      | BD       | メーカー         | 備考                                                    |
| -------- | --- | -------- | -------- | ---------------- | ------------------------------------------------------- |
| 1月7日   | 脱獄した強姦魔に5日間中出しレイプされまくった人妻 | SHKD-924 |          | アタッカーズ     |                                                         |
| 1月13日  | 【悪女教師】 嫉妬に狂ったノーパン誘惑女教師の異常な奪い寝取り。 「私は手段は択ばない…」                                                                                | IPX-602  |          | アイデアポケット |                                                         |
| 2月7日   | 挙式を終え幸せの絶頂にいた花嫁がその日、義父に犯された。 オヤジの全身舐め変態セックス                                                                                  | ADN-298  |          | アタッカーズ     |                                                         |
| 2月13日  | 口でするだけなら… 浮気じゃないよね? オンナの口は嘘をつく… 口から始まる寝取られ話 フェラチオNTR                                                                         | IPX-618  |          | アイデアポケット |                                                         |
| 3月7日   | 「ねぇ…まだ出来るよね?」仕事一筋だった憧れの女上司と セックスに明け暮れる毎日。                                                                                        | ADN-302  |          | アタッカーズ     |                                                         |
| 3月13日  | 「もう射精してるってばぁ!」状態でも ムレムレ汗だくで痴女ってくる義理姉                                                                                                 | IPX-633  |          | アイデアポケット |                                                         |
| 4月7日   | 三年前から親に隠れて妹と肉体関係を持っています。 | ATID-456 |          | アタッカーズ     |                                                         |
| 4月13日  | 突撃!単体女優明里つむぎが噂の風俗店に体当たり ガチ潜入リポート! ピンサロ! M性感! アロマ性感マッサージ! ハプニングバーとカラダと アソコを張りまくって体験取材!!         | IPX-647  |          | アイデアポケット |                                                         |
| 4月13日  | 溜池ゴロー15周年YEARコラボ第3弾 本番なしのマットヘルスに行って出てきたのは 隣家の高慢な美人妻。弱みを握った僕は 本番も中出しも強要!店外でも言いなりの性奴隷にした      | MEYD-664 |          | 溜池ゴロー       |                                                         |
| 5月7日   | 付き合って一ヶ月の大好きな彼女が、 大嫌いなチャラ男先輩と中出しセックスしていた。                                                                                      | ADN-314  |          | アタッカーズ     |                                                         |
| 5月7日   | 明里つむぎ8時間 ATTACKERS THE BEST 2 | ATKD-316 |          | アタッカーズ     | 単体ベスト                                              |
| 5月13日  | 【一夜限りの誘惑】 酔いつぶれ目を覚ましたら… はだけた浴衣で僕を誘う同僚女子社員と翌朝まで ヤリまくった僕。 驚異の10発射精                                              | IPX-662  |          | アイデアポケット |                                                         |
| 6月7日   | 死ぬほど嫌いだったセクハラ教師とデリヘルで再会。 ゴム無し本番を強要されて、大嫌いなアイツの子供を妊娠してしまった。                                                    | SHKD-950 |          | アタッカーズ     |                                                         |
| 6月13日  | 明里つむぎ4thBESTありがとう。 4周年 第4弾 MIRACLE BOX10タイトル8時間                                                                                                   | IDBD-844 |          | アイデアポケット | 単体ベスト                                              |
| 7月7日   | 欲求不満な人妻と真昼間から汗だくになってヤリまくる。 | ADN-328  |          | アタッカーズ     |                                                         |
| 7月13日  | 「お前のフェラ最高だったんだよなぁ…」 今じゃ大嫌いな元カレと同窓会で再会 口腔NTR                                                                                       | IPX-695  |          | アイデアポケット |                                                         |
| 8月13日  | 禁欲の果て、汗と絶頂汁まみれで交わりまくった3日間 | IPX-712  | 9IPX-712 | アイデアポケット |                                                         |
| 9月7日   | 浮気相手に夢中で僕を嫌う妻をレ●プした。 | ADN-341  |          | アタッカーズ     |                                                         |
| 9月14日  | ボクのツンデレ彼女は乳首好き 乳首ず～っとこねくりまくり同棲生活 | IPX-730  |          | アイデアポケット |                                                         |
| 10月5日  | 人妻秘書と出張先のホテルで濃厚不倫セックスに溺れた。 | ADN-347  |          | アタッカーズ     |                                                         |
| 10月12日 | 禁断の放課後 女教師と生徒の背徳ベロキス性交 | IPX-748  |          | アイデアポケット |                                                         |
| 10月12日 | 完膚無きまで痴女ってアゲる 天使の微笑み… 悪魔の腰使い… 明里つむぎ極痴女BEST16本番! 8時間!                                                                              | IDBD-853 |          | アイデアポケット | 単体ベスト                                              |
| 11月2日  | 4股していた清楚系ビッチ彼女を復讐レイプ輪姦 | SHKD-976 |          | アタッカーズ     |                                                         |
| 11月9日  | 「店長のことお持ち帰りしたいな…」 秘かに堕としたかった男をお持ち帰りして、 朝まで強制逆絶倫中出し種付けマーキングプレスビッチ。 この女、性欲絶倫。驚愕の10発強制射精!! | IPX-764  |          | アイデアポケット |                                                         |
| 11月11日 | We are ideapocket! アイポケキャンペーンSpecial DVD! | WICP-003 |          | アイデアポケット | FANZA限定発売、多人数出演の 撮り下ろしキャンペーンDVD。 |
| 12月7日  | 君の美しい顔を精液と唾液で穢してあげる。 | ATID-489 |          | アタッカーズ     |                                                         |
| 12月14日 | 携帯ナースコールで24時間口内射精OK! 即尺超好きおしゃぶり痴女ナース | IPX-782  |          | アイデアポケット |                                                         |

| 発売日   | タイトル | 規格品番 | 規格品番  | メーカー         | 備考       |
| 発売日   | タイトル | DVD      | BD        | メーカー         | 備考       |
| -------- | --- | -------- | --------- | ---------------- | ---------- |
| 1月4日   | 金無し種無しの兄貴に代わって、義姉さんと危険日に 中出しセックスすることになりました。 明里つむぎ                                                         | ADN-366  |           | アタッカーズ     |            |
| 1月11日  | 予約2年待ち! 美脚スレンダー美女の追撃3発射ヌキ! デリバリーメンズエステ 全コーナー連射! 明里つむぎ                                                        | IPX-799  |           | アイデアポケット |            |
| 2月1日   | あの美術の先生が僕らのチ〇ポを こんなに下品にしゃぶってくれるなんて夢みたいだ 明里つむぎ                                                                 | ATID-495 |           | アタッカーズ     |            |
| 2月8日   | 悪徳施術師の変態マッサージに仰け反り痙攣し失禁するほど 感じてしまったワタシ。 微乳スレンダー性感開発エステ                                               | IPX-817  |           | アイデアポケット |            |
| 3月1日   | 俺の事を見下していたあの女上司を焦らして焦らして イカせまくった結果…土下座で俺にセックスをおねだりしてきた(笑)                                           | ADN-381  |           | アタッカーズ     |            |
| 3月8日   | 教師失格 放課後にラブホで密会 娘ほど年の離れた教え子との 淫美なセックスに溺れた私は…。                                                                   | IPX-837  |           | アイデアポケット |            |
| 4月5日   | ATTACKERS 女優名鑑 明里つむぎ 14時間 | ATAD-165 | 9ATAD-165 | アタッカーズ     | 単体ベスト |
| 5月10日  | 見るからにドSそうなあしなが美脚お姉さんの ゲリラ痴女ドキュメント                                                                                         | IPX-871  |           | アイデアポケット |            |
| 6月7日   | 新卒入社の西野さんは、モテない冴えない僕を 悪女のように弄んで犯す。 明里つむぎ                                                                           | ADN-400  |           | アタッカーズ     |            |
| 7月5日   | 数年ぶりに教師として母校に戻ってきた私は大好きだった 恩師に犯されました。                                                                                | SAME-008 |           | アタッカーズ     |            |
| 7月12日  | 新入社員歓迎会で酔いつぶれた僕が会社の受付嬢に 逆お持ち帰りされ朝まで精子搾り抜かれた一夜。 一晩で9発搾りヌキ… 明里つむぎ                                | IPX-904  |           | アイデアポケット |            |
| 8月2日   | 性犯罪者の兄(異常性欲者)の性欲を抑える為に 母に言われて毎日性処理をしています。                                                                          | ATID-522 |           | アタッカーズ     |            |
| 8月9日   | 美人家庭教師つむぎ先生の接吻レクチャー個人レッスン | IPX-920  |           | アイデアポケット |            |
| 8月9日   | AKARI 生誕5周年 明里つむぎ The 5th BEST 白肌火照る完絶8時間                                                                                              | IDBD-872 |           | アイデアポケット | 単体ベスト |
| 9月6日   | 僕をイジメてたアイツらが1カ月前から僕をイジメなくなった。 だけど、姉が僕の身代わりになって犯されていたなんて。 明里つむぎ                                | SAME-016 |           | アタッカーズ     |            |
| 9月13日  | 五感ビンビン制圧<<完全ヴァーチャル>>包み込むASMR シコシコ凄テクオナサポ 「最高のオナニーを体験させてア・ゲ・ル」 明里つむぎ                              | IPX-937  |           | アイデアポケット |            |
| 10月4日  | 学生時代に僕をイジメていたあの女に復讐。 「もう、イってるから許してください…あぁまたイっちゃう…」 と壊れたようにイキまくっても僕は犯し続けた。明里つむぎ | SAME-020 |           | アタッカーズ     |            |
| 11月8日  | パンスト美脚でシャイなチ○ポを誘惑する 美人女教師のわいせつ個人授業 明里つむぎ                                                                            | IPX-954  |           | アイデアポケット |            |
| 11月8日  | あのS級単体がMadonnaに電撃移籍!! 夫と子作りSEXをした後はいつも義父に中出しされ続けています…。明里つむぎ                                                  | JUQ-138  | 9JUQ-138  | マドンナ         |            |
| 12月13日 | 万引き少女…何発ヤッても帰してくれない しつこい追姦ピストンレ×プの悲劇。 明里つむぎ                                                                       | IPX-971  |           | アイデアポケット |            |
| 12月13日 | 甘い囁きに流されるまま、僕は大学を留年するまで、 人妻との巣篭もりSEXに溺れて…。 明里つむぎ                                                               | JUQ-163  |           | マドンナ         |            |

| 発売日   | タイトル | 規格品番 | 規格品番  | メーカー         | 備考                                                                      |
| 発売日   | タイトル | DVD      | BD        | メーカー         | 備考                                                                      |
| -------- | --- | -------- | --------- | ---------------- | ------------------------------------------------------------------------- |
| 1月3日   | ATTACKERS 女優名鑑 明里つむぎ 2 14時間 | ATAD-169 |           | アタッカーズ     | 単体ベスト                                                                |
| 1月10日  | 身代わり肉便器 射精しても射精しても終わらない 絶倫極道オヤジとの10日間孕ませ監禁生活 明里つむぎ                                            | IPX-983  |           | アイデアポケット |                                                                           |
| 2月14日  | 可愛い後輩OLをホテルへお持ち帰りしたら… 度を越えた≪絶倫女≫で返り討ちにあった。 一晩で先輩男性社員2人喰い! 合算8発ヌキ!! 明里つむぎ         | IPX-991  |           | アイデアポケット |                                                                           |
| 3月1日   | We are ideapocket! アイポケキャンペーン2023 Special DVD!                                                                                   | WICP-008 |           | アイデアポケット | アイデアポケット専属女優13名の 撮り下ろし映像を収録した キャンペーンDVD。 |
| 3月14日  | 3:7催眠 立場逆転! 俺の人生を台無しにした傲慢女クズ社長の 下半身をリベンジ催眠で言いなり肉便器に してやった! 明里つむぎ                     | IPZZ-009 |           | アイデアポケット |                                                                           |
| 3月21日  | 欲求不満な団地妻と孕ませオヤジの汗だく濃厚中出し不倫 明里つむぎ                                                                            | MEYD-801 |           | 溜池ゴロー       |                                                                           |
| 3月28日  | マドンナ × 痴女特化 その名も『アチージョ』爆誕!! ‘顔面国宝’痴女が下品に舌を絡める攻撃的ベロキス性交 明里つむぎ                             | ACHJ-008 | 9ACHJ-008 | マドンナ/ACHIJO  |                                                                           |
| 4月11日  | 童貞弟に優しく筆おろしするはずが… まさかの絶倫性欲モンスター!? 形勢逆転 暴走中出し激ピストン! 明里つむぎ                                   | IPZZ-023 |           | アイデアポケット |                                                                           |
| 4月18日  | 愛する夫の借金、結ばされた1ヶ月間の性処理契約ー。 明里つむぎ                                                                               | MEYD-806 |           | 溜池ゴロー       |                                                                           |
| 5月9日   | パンストマニアの標的になった美白美脚女教師 白肌の美脚ももと美尻! 狂気的ストーカーの粘着孕ませ性交!! 明里つむぎ                             | IPZZ-037 |           | アイデアポケット |                                                                           |
| 5月16日  | 囚われた夫の前で… 媚薬漬けキメセク人妻捜査官 明里つむぎ                                                                                    | MEYD-812 |           | 溜池ゴロー       |                                                                           |
| 6月13日  | 人生最良の日にまさかの結婚式逆NTR 新婦の目を盗み 新郎をこっそり誘惑し寝取る美人ウェディングプランナー 明里つむぎ                           | IPZZ-052 |           | アイデアポケット |                                                                           |
| 7月11日  | 3日間の出張先で入れ替わり立ち代わり… 男連れ込み絶倫美女OL -即交型の都合のイイ絶倫SEX- 明里つむぎ                                           | IPZZ-065 |           | アイデアポケット |                                                                           |
| 8月8日   | 「先っぽ3cmまでだからね…」 童貞生徒のSEX練習のつもりが… 脚ガクブルで耐え切れずまさかのズップリ!? そのまま暴走中出しピストン! 明里つむぎ    | IPZZ-090 |           | アイデアポケット |                                                                           |
| 8月8日   | 人妻オフィスレディの絶対領域 貞淑妻を襲う、部長の言いなり社内羞恥―。 明里つむぎ                                                            | JUQ-358  |           | マドンナ         |                                                                           |
| 9月5日   | 圧倒的美顔フェラチオ女王 明里つむぎのフェラチオ口内射精シーンのみ集めた究極4時間BEST                                                       | ATKD-357 |           | アタッカーズ     | 単体ベスト                                                                |
| 9月12日  | いつでも、どこでも、何度でも… 僕の新婚生活が崩壊するまで隣人に中出し搾精されて…。 明里つむぎ                                               | JUQ-370  |           | マドンナ         |                                                                           |
| 9月12日  | ‐SUGAO‐「つむ」と刺激的な初お泊りデートで超濃密エッチ デート後自由にHさせたらエロ～いの撮れました。 朝・昼・夜Sexが止まらない!! 明里つむぎ | IPZZ-105 |           | アイデアポケット |                                                                           |
| 9月12日  | NATURAL BEAUTY 明里つむぎ 6th BEST 僕らの股間を誘淫する12タイトル24本番8時間                                                               | IDBD-901 |           | アイデアポケット | 単体ベスト                                                                |
| 10月10日 | テニス終わりの汗だく若妻つむぎさんに 密着誘惑で痴女られた昼下がり 明里つむぎ                                                               | IPZZ-120 |           | アイデアポケット |                                                                           |
| 10月10日 | 町内キャンプNTR テント内で何度も中出しされた妻の 【閲覧注意】寝取られ映像 明里つむぎ                                                       | JUQ-405  |           | マドンナ         |                                                                           |
| 11月14日 | 生ツバだら～り長舌べろべろ 濃厚接吻と全身リップで射精を誘う舐めまくり痴女ナース 明里つむぎ                                                 | IPZZ-135 |           | アイデアポケット |                                                                           |
| 11月14日 | 愛を確かめたくて妻と絶倫の後輩を2人きりにして3時間… 抜かずの追撃中出し計16発で妻を奪われた僕のNTR話 明里つむぎ                             | JUQ-434  |           | マドンナ         |                                                                           |
| 12月12日 | 「イッても舐め続けます」 射精後もしゃぶり倒す おかわりフェラ甘サド痴女 総発射回数11発!! 明里つむぎ                                         | IPZZ-154 |           | アイデアポケット |                                                                           |
| 12月12日 | 学生時代のセクハラ教師とデリヘルで偶然の再会―。 その日から言いなり性処理ペットにさせられて…。 明里つむぎ                                   | JUQ-471  |           | マドンナ         |                                                                           |

| 発売日   | タイトル | 規格品番 | 規格品番 | メーカー         | 備考       |
| 発売日   | タイトル | DVD      | BD       | メーカー         | 備考       |
| -------- | --- | -------- | -------- | ---------------- | ---------- |
| 1月9日   | 合鍵をもらった人妻が、 男子学生が卒業するまで中出しされた一人暮らし部屋。 明里つむぎ                                                                                           | JUQ-541  |          | マドンナ         |            |
| 1月30日  | ATTACKERS 明里つむぎ ファーストレイプBEST | ATKD-362 |          | アタッカーズ     | 単体ベスト |
| 2月6日   | 明里つむぎが物語最後、最高潮に盛り上がる 気持ちいい背徳セックス8時間 | ATKD-364 |          | アタッカーズ     | 単体ベスト |
| 2月13日  | 「明里つむぎ」の本気フェラ5分我慢できれば本人即SEXし放題! in 渋谷 | IPZZ-199 |          | アイデアポケット |            |
| 2月13日  | 夫には口が裂けても言えません、お義父さんに孕ませられたなんて… -1泊2日の温泉旅行で、何度も何度も中出しされてしまった私。- 明里つむぎ                                            | JUQ-564  |          | マドンナ         |            |
| 3月12日  | 人妻自宅エステサロン 醜いゲス隣人の絶倫チ〇ポで何度もイカされ 中出しされてしまった美人エステティシャン 明里つむぎ                                                              | IPZZ-228 |          | アイデアポケット |            |
| 3月12日  | 朝も、夜も、生ハメ中出し温泉宿での巣籠もり不倫SEX 愛液と精液が滴る肢体ー。 明里つむぎ                                                                                          | JUQ-641  |          | マドンナ         |            |
| 4月9日   | 死ぬほど大嫌いな上司と出張先の温泉旅館でまさかの相部屋に… 醜い絶倫おやじに何度も何度もイカされ中出しされてしまった私。 明里つむぎ                                              | IPZZ-250 |          | アイデアポケット |            |
| 4月9日   | 寝取らせ串刺し輪姦 愛する妻を深奥まで犯し尽くして下さい―。 明里つむぎ | JUQ-688  |          | マドンナ         |            |
| 5月14日  | 甘サド美脚お姉さんに痴女られたい。 「嗅いで舐めて埋もれなさい…」 明里つむぎ | IPZZ-269 |          | アイデアポケット |            |
| 6月11日  | 真面目で大人しい図書館司書の明里さんは とんでもなく歪んだ性癖の変態ドS痴女でした…。 明里つむぎ                                                                                 | IPZZ-296 |          | アイデアポケット |            |
| 6月11日  | 結婚3年目、最近朝帰り （浮気…?）の多い最愛の妻に嫉妬の上書き中出しSEX 明里つむぎ                                                                                               | JUQ-757  |          | マドンナ         |            |
| 6月25日  | 明里つむぎ The First Best 初総集編 8時間 | JUMS-079 |          | マドンナ         | 単体ベスト |
| 7月9日   | デリヘル呼んだらいつも領収書を突っ返してくる経理部のド真面目OLに遭遇!? 「こんなの経費で落とせませんけど?」 生本番させてくれて自宅でも会社でも激アツのセフレ関係に!! 明里つむぎ | IPZZ-320 |          | アイデアポケット |            |
| 7月9日   | 専属美顔女優、「寝堕ち_。」 気づくといつも眠りに堕ちて… 人妻わいせつ中出し診察ルーム 変態医師の《睡眠姦》ファイル 03 明里つむぎ                                                | JUQ-775  |          | マドンナ         |            |
| 8月13日  | フェロモン美脚魅せつけ誘惑 童貞でシャイだった思春期の僕に 大人のセックスを教えてくれた姉が今日、帰省します。 明里つむぎ                                                        | IPZZ-343 |          | アイデアポケット |            |
| 9月3日   | ATTACKERS 女優名鑑 明里つむぎ 3 15時間 | ATAD-181 |          | アタッカーズ     | 単体ベスト |
| 9月10日  | 出張先が記録的豪雨で童貞部下と突然相部屋に… 雨で濡れた身体に興奮した部下に襲われ朝まで9発のびしょ濡れ絶倫性交 明里つむぎ                                                       | IPZZ-389 |          | アイデアポケット |            |
| 9月10日  | 出戻って実家に入り浸るようになった、 アラサーのニート義姉の無防備マ〇コを、 嫁に隠れて即ズボさせてもらっている。 明里つむぎ                                                    | JUQ-880  |          | マドンナ         |            |
| 10月8日  | チェックアウトまでの時短性交 ベッドメイキングに訪れた人妻美女ホテルスタッフを 口説き手を出してしまいました… 「どうやら彼女は欲求不満らしい。」 明里つむぎ                      | IPZZ-367 |          | アイデアポケット |            |
| 10月8日  | 息子の友達の制御不能な絶倫交尾でイカされ続けて… 明里つむぎ | JUQ-907  |          | マドンナ         |            |
| 10月8日  | 明里つむぎ 7th BEST 8時間12タイトル24本番 美脚美人 | IDBD-939 |          | アイデアポケット | 単体ベスト |
| 11月12日 | いつもボクを軽蔑してくる女上司と出張先でまさかの相部屋に… 酔って痴女化した彼女のささやき騎乗位で 朝までみっちり17発も搾り取られた童貞のボク 明里つむぎ                         | IPZZ-408 |          | アイデアポケット |            |
| 11月12日 | 掃除中の無防備尻を即ズボされてまさかのケツ穴剥き出しでイキ狂い、 何度も何度も生ハメSEXに溺れた美しすぎる人妻デカ尻家政婦。 明里つむぎ                                          | JUQ-819  |          | マドンナ         |            |
| 12月10日 | 「これでほんとに入会してくれるの?」 マルチ勧誘女に生ハメカウンター喰らわせてヤリ逃げ!! 明里つむぎ                                                                              | IPZZ-428 |          | アイデアポケット |            |
| 12月10日 | 『フェラだけなら何回シても不倫にならないですよね…?』 ギリギリ不貞未満の関係性で迫られる 囁き誘惑チンしゃぶオフィスLOVE 明里つむぎ                                              | JUR-153  |          | マドンナ         |            |

| 発売日  | タイトル | 規格品番 | 規格品番 | メーカー         | 備考       |
| 発売日  | タイトル | DVD      | BD       | メーカー         | 備考       |
| ------- | --- | -------- | -------- | ---------------- | ---------- |
| 1月14日 | 【完全主観】予約1年待ち! 神美脚スレンダー美女が 金玉がカラになるまでヌイてくれる超高級メンズエステ 明里つむぎ | IPZZ-451 |          | アイデアポケット |            |
| 1月14日 | 彼女へのプロポーズ前夜、 「明日からはW不倫になっちゃうね…」と妖艶に笑う 幼馴染と中出しセックスに溺れた僕。 明里つむぎ | JUR-139  |          | マドンナ         |            |
| 2月11日 | おっさん部下のクンニがドストライク!! 万年平社員オジサンの俺が会社に内緒で女性用風俗開業! 120分ロングコースで会社の女上司と鉢合わせ… 「お願いだからもう挿れて…」と延長懇願するまで 舐め堕としてついでに中出ししまくってやった…! 明里つむぎ | IPZZ-479 |          | アイデアポケット |            |
| 2月11日 | 出張先で出逢った人妻CAつむぎさんと意気投合 酔った勢いで一夜限りの相部屋性交のはずが… 相性抜群過ぎて出張限定中出し不倫に溺れる僕 明里つむぎ                                                                                                | JUR-020  |          | マドンナ         |            |
| 3月11日 | 夏の終わりの汗だく中出し性交 人妻になったお従姉ちゃんの無防備な色気に ボクは理性を抑えられず…。 明里つむぎ | IPZZ-503 |          | アイデアポケット |            |
| 3月11日 | 「風俗経験なし」と言っていた婚約者が 凄テク過ぎて疑心暗鬼にヌカれまくる僕。 明里つむぎ | JUR-237  |          | マドンナ         |            |
| 4月8日  | 「皆でHしようよ」 結婚式の二次会宅飲みで発情したヤリマン未婚女が男全員喰う。 怒涛の精子搾り取り!! 明里つむぎ | IPZZ-525 |          | アイデアポケット |            |
| 5月13日 | 何でも言うこと聞くから婚約者のフリして! 彼女の両親が仕組んだお見合いを回避する為、 3日間限定で美人女上司の恋人になった非モテ絶倫なボク 明里つむぎ                                                                                         | IPZZ-547 |          | アイデアポケット |            |
| 5月20日 | 倒れたつむぎ先生を介抱して家に送ったら… 無防備美脚と美貌に勃起が止まらず 朝まで何度も中出ししてしまった性欲モンスターなボク。 明里つむぎ                                                                                                  | PRED-771 |          | PREMIUM          |            |
| 6月10日 | 美人妻ヌードモデルNTR 夫以外の他人棒に沼った人妻の衝撃的浮気動画。 明里つむぎ | IPZZ-576 |          | アイデアポケット |            |
| 6月17日 | 妻と倦怠期中の僕はつむぎ（義妹）に 誘惑されて何度も、何度も、中出しをしてしまった…。 明里つむぎ | PRED-779 |          | PREMIUM          |            |
| 7月8日  | 美麗でクールな痴女お姉さんが命令口調JOI （オナニー指示）してくれる 顔面特化オナニーサポート 明里つむぎ | IPZZ-599 |          | アイデアポケット |            |
| 7月15日 | 常にマウント目線の女上司つむぎさんのノーパンパンスト足コキで、 毎日ムレ足射精管理されているボク。 明里つむぎ | PRED-785 |          | PREMIUM          |            |
| 8月12日 | 異常性欲治療センター密着ドキュメント 射精依存の暴走チ●ポを 全て受け入れてくれる白衣の天使 明里さん 明里つむぎ | IPZZ-629 |          | アイデアポケット |            |
| 8月12日 | この美しさ罪か奇跡かー明里つむぎ 7th BEST 11作品 32本番12時間 | IDBD-973 |          | アイデアポケット | 単体ベスト |
| 8月19日 | 最高すぎた不倫生活。 セックスも、日常も、 全てでオレをダメにする愛人沼で溶かされて…。 明里つむぎ | PRED-795 |          | PREMIUM          |            |

### アダルトVR
| 発売日   | タイトル | 品番     | メーカー         | 備考   |
| 2018年   | 2018年 | 2018年   | 2018年           | 2018年 |
| -------- | --- | -------- | ---------------- | ------ |
| 7月1日   | VR長尺! ボクを好き過ぎるつむぎとベロキスしながらパンパンズボズボ! 好き好き大好きラブイチャ濃密密着セックス!                                                                 | IPVR-008 | アイデアポケット |        |
| 9月13日  | VR長尺! 尻! 尻! 尻! ひわいな肛門を見せつけてくる プリ尻エステティシャンの生尻性感オイルエステ                                                                               | IPVR-011 | アイデアポケット |        |
| 2019年   | |          |                  |        |
| 5月24日  | デリヘルを呼んだら、僕の事を軽蔑していた同級生が来たので、 弱みを握って奴隷のように犯しまくった。                                                                           | ATVR-010 | アタッカーズ     |        |
| 6月26日  | 親が再婚して一緒に住むことになった義理の妹が可愛すぎて犯しちゃったVR! | ATVR-012 | アタッカーズ     |        |
| 11月27日 | 美少女を監禁して一日中乱暴に犯し続けた四畳半レイプVR | ATVR-020 | アタッカーズ     |        |
| 12月25日 | 偶然再会した幼馴染と宅飲み中に、酔った勢いで押し倒しちゃったら… 実は両想いだったVR                                                                                          | ATVR-022 | アタッカーズ     |        |
| 2020年   | |          |                  |        |
| 2月20日  | 明里つむぎをボクだけ独占! キスしまくりおっぱい舐めまくりち○ぽいじられ放題! セックス中毒なボクらの色んな体位でヤリまくり神同棲                                               | IPVR-061 | アイデアポケット |        |
| 3月18日  | 僕の事が大嫌いな女子マネージャーが、 賭けに負けて僕とセックスをする事になったら… カラダの相性抜群でイキまくった! 彼女は僕の事をずっと睨んできます…                          | ATVR-025 | アタッカーズ     |        |
| 4月23日  | 性欲溜まった隣に住むお姉さんにまんまとハメられた僕 下着泥棒犯にでっち上げられ欲情して犯行に及んだのか お姉さんのマ○コで判断する膣内裁判とかいうありえないシチュエーションVR | IPVR-067 | アイデアポケット |        |
| 5月28日  | とってもSWEETなバニーガールの特濃ベロキス誘惑 in Las Vegas 勝者だけが味わえるVIP体感!                                                                                       | IPVR-070 | アイデアポケット |        |

### イメージDVD / BD
| 発売日   | タイトル                                          | 規格品番 | 規格品番   | メーカー             | 備考                                  |
| 発売日   | タイトル                                          | DVD      | BD         | メーカー             | 備考                                  |
| 2017年   | 2017年                                            | 2017年   | 2017年     | 2017年               | 2017年                                |
| -------- | ------------------------------------------------- | -------- | ---------- | -------------------- | ------------------------------------- |
| 1月5日   | ハックツ美少女 Revolution 明里つむぎ              | BGSD-388 | BAGBD-068  | BAGUS                |                                       |
| 9月25日  | 明里つむぎが好きすぎて 明里つむぎが彼女になってた | DGRP-024 | BGRP-024   | GRAPHIS              |                                       |
| 12月21日 | Tsumugi Sweet honeymoon                           | REBD-284 | REBDB-270  | REbecca              |                                       |
| 2018年   |                                                   |          |            |                      |                                       |
| 5月1日   | Aphrodite 明里つむぎ                              | AP-019   | AP-019B    | ファインピクチャーズ |                                       |
| 8月23日  | 明里つむぎをひとりじめ。 ～ヒミツの温泉小旅行～   | GTRP-001 | GTRP-001B  | G-trip               | DVD版とBD版でジャケット写真が異なる。 |
| 2019年   |                                                   |          |            |                      |                                       |
| 11月7日  | Tsumugi2 Twinkle Storm                            | REBD-423 | 9REBDB-409 | REbecca              |                                       |
| 2020年   |                                                   |          |            |                      |                                       |
| 10月8日  | Tsumugi3 Sky Blue Island                          | REBD-497 | REBDB-483  | REbecca              |                                       |
| 2022年   |                                                   |          |            |                      |                                       |
| 1月20日  | Tsumugi4 Healing feeling                          | REBD-619 | REBDB-605  | REbecca              |                                       |
| 2023年   |                                                   |          |            |                      |                                       |
| 7月6日   | Tsumugi5 Fateful Lover                            | REBD-756 | REBDB-742  | REbecca              |                                       |
| 2024年   |                                                   |          |            |                      |                                       |
| 2月8日   | Tsumugi6 Coquettish girlfriend                    | REBD-814 | REBDB-799  | REbecca              |                                       |
| 2025年   |                                                   |          |            |                      |                                       |
| 4月17日  | Tsumugi7 Swinging daydream                        | REBD-929 | REBDB-914  | REbecca              |                                       |

### 写真集
- Tsumugu（2018年2月25日、彩文館出版、撮影：福島裕二）ISBN 978-4-7756-0597-4 ※3000部限定 愛蔵版[25]
- tsumutsumu（2021年2月20日、ジーオーティー、撮影：福島裕二）ISBN 978-4-8236-0144-6 [26]
- ILLUMINATION（2023年7月25日、彩文館出版、撮影：柳沢康太）ISBN 978-4775606667 ※3000部限定 豪華愛蔵版[27]
- HEART BEAT 明里つむぎ写真集（2025年4月25日、彩文館出版、撮影：柳沢康太）ISBN 978-4-7756-0685-8 ※3000部限定 愛蔵版[28][29]

### デジタル写真集
- ハックツ美少女Revolution デジタル写真集（1月27日、BAGUS）
- ギリギリ★あいどる倶楽部 「ひとりじめ ヒミツの温泉小旅行」（12月5日、ラビリンス）

- Morning☆Star 明里つむぎ（11月11日、INTEC）

- JUICY HONEY VOL43 デジタル写真集（4月1日、JUICY HONEY、撮影：篠原潔）
- JUICY HONEY LUXURY EDITION 2020 デジタル写真集（9月4日、JUICY HONEY、撮影：篠原潔）
- FRIDAYデジタル写真集「純潔のヘア裸身」（12月18日、講談社）
- FRIDAYデジタル写真集「純潔のヘア裸身 オール未公開100カット超完全版」（12月18日、講談社）

- We are IdeaPocket! Special Photo Book（11月11日、FANZA BEAUTY COLLECTION）※アイデアポケット専属女優15名の撮り下ろし写真を収録。FANZA限定配信。
- FRIDAYデジタル写真集「天使のイタズラ vol.1」（11月12日、講談社）
- FRIDAYデジタル写真集「天使のイタズラ vol.2 オール未公開100カット超完全版」（11月12日、講談社）

- 明里つむぎ写真集『tsumutsumu』増ページ【デジタル特装版】（3月25日、ジーオーティー、撮影：福島裕二）※紙書籍版を再編集のうえ、未公開カットを追加した電子書籍限定版。

- We are IdeaPocket! Special Photo Book 2023（2月24日、FANZA BEAUTY COLLECTION）※アイデアポケット専属女優13名の撮り下ろし写真を収録。FANZA限定配信。
- 君とつむぐ夏 vol.1 明里つむぎ FRIDAYデジタル写真集（3月24日、講談社）
- 君とつむぐ夏 vol.2 明里つむぎ オール未公開100カット超完全版 FRIDAYデジタル写真集（3月24日、講談社）

- 明里つむぎ ラブリードール vol.1 FRIDAYデジタル写真集（3月1日、講談社）[30]
- 明里つむぎ ラブリードール vol.2 オール未公開100ページ完全版 FRIDAYデジタル写真集（3月1日、講談社）[31]
- We are IdeaPocket! Special Photo Book 2024（5月17日、FANZA BEAUTY COLLECTION）※アイデアポケット専属女優10名の未公開写真を含むオリジナルフォトブック。FANZA限定配信。
- IDEAPOCKET COLLECTION vol.1（12月25日、a-list photo anthology）※「アイデアポケット」専属女優7名によるオムニバス写真集。

- 明里つむぎ Fairy moon vol.1 FRIDAYデジタル写真集（1月10日、講談社）
- 明里つむぎ Fairy moon vol.2 FRIDAYデジタル写真集（1月10日、講談社）
- 明里つむぎ Fairy moon vol.3 オール未公開100カット超完全版 FRIDAYデジタル写真集（1月10日、講談社）
- ハックツ美少女 Revolution 明里つむぎ（5月4日、BAGUS）
- We are IdeaPocket! Special Photo Book 2025（5月16日、FANZA BEAUTY COLLECTION）※「アイデアポケット」専属女優5名の未公開カットを含むオリジナルフォトブック。FANZA限定配信。
- IDEAPOCKET COLLECTION vol.2（6月25日、a-list photo anthology）※「アイデアポケット」専属女優5名によるオムニバス写真集。
- IDEAPOCKET COLLECTION vol.3（7月15日、アイデアポケット）※「アイデアポケット」専属女優5名によるオムニバス写真集。

## 製品

### トレーディングカード
- ジューシーハニー VOL.43（2018年10月27日、株式会社ミント）
- ジューシーハニー LUXURY EDITION 2020（2020年2月22日、株式会社ミント）
- CJ SEXY CARD SERIES VOL.113 明里つむぎ OFFICIAL CARD COLLECTION ～灯りをください～（2024年7月27日、ジュートク）

### カレンダー
- 明里つむぎ 2018年カレンダー（2017年11月11日、トライエックス）
- 明里つむぎ 2020年カレンダー（2019年11月23日、トライエックス）
- 明里つむぎ 2021年カレンダー（2020年11月21日、トライエックス）
- 明里つむぎ 2023-2024年カレンダー（2023年3月、C-more ENTERTAINMENT）

### アパレル関連
- イベルトガール集合Tシャツ ver.2（2022年11月、イベルト）
- ファン感謝祭2022 3rd 明里つむぎ トレーナー（2023年1月、イベルト）
- イベルトガール集合パーカー（2023年1月、イベルト）
- イベルトガール集合ロングスリーブTシャツ（2023年3月、イベルト）

### その他グッズ
- 明里つむぎ B2ダブルスエードタペストリー（2021年3月8日、イベルト）
- 明里つむぎ 布ポスター（2022年11月、イベルト）
- 明里つむぎ クリアファイルセット ver.2（2022年11月、イベルト）
- 明里つむぎ チェキホルダー ver.2（2022年11月、イベルト）
- 明里つむぎ クリアファイルセット ver.3（2023年1月、イベルト）
- 明里つむぎ チェキホルダー ver.3（2023年1月、イベルト）
- 明里つむぎ A4フォトスタンド（2023年1月、イベルト）
- 明里つむぎ A4フォトスタンドver.2 B（2023年3月、イベルト）
- 明里つむぎ クリアファイルセット ver.4（2023年3月、イベルト）

### アダルトグッズ
オナホール
- JAPANESE REAL HOLE 淫 2nd 明里つむぎ（2020年9月24日、EXE）

## 出演

### テレビ
- ビ〜チ9（2017年4月、テレビ埼玉） - マンスリーゲスト
- Sweet Angel #88（2018年2月10日、MONDO TV）
- 阿部乃ちゃんねる（2017年9月3日・10月1日、エンタ!959）
- 新みっひーランド みひなな食堂 #24（2018年、エンタ!959）

### ウェブドラマ
- その愛、お金で買いました。（2017年7月15日 - 8月16日、Twitter）[32]
- 女の子がHの時に思う10の事（2017年9月23日 - 10月25日、Twitter） - 主演[33]

### 配信
- イベルトOnlineファン感謝祭 2021 1st（2021年7月18日、イベルト!）
- カチコチTV（2021年8月13日、8月20日、FANZA見放題chライト）- 第35回[34]、第36回[35]ゲスト
- イベルトOnlineファン感謝祭 2021 2nd（2021年10月24日、イベルト!YouTubeチャンネル）[36][37]

### ゲーム
- 新宿スカウトバトル（2019年12月2日、DMM GAMES） - 格闘家・明里つむぎ 役[38]
- 銀行マンの下剋上～バラ色人生を目指して～（2022年12月6日、AV GAMES、フュージョンプロジェクト）- 人気ブロガー・明里つむぎ 役[39]
- 社長と美女たちの二重奏（2024年3月6日[40]、CREAM SOFT）- にゃんふた 役[41]

### パチンコ
- Pジューシーハニー極嬢MA（2025年1月、サンセイアールアンドディ）[42]

### 雑誌
- 水野朝陽の部屋（2017年10月19日 - 2018年4月5日、東スポ裏通り）[43][44]